# Humber
Панцирник Humber (англ. Humber Scout Car) легкий британський розвідувальний панцирник Другої світової війни.

## Історія
Панцирники Daimler Dingo через обмеження виробничих площ компанії Daimler Company не могли задовольнити попиту британського війська, для якого розпочали закуповувати 1942 аналогічний панцирник Humber виробництва компанії Rootes Group, що також випускала легкий розвідувальний панцирник Humber Light Reconnaissance Car. Компанія Humber також виробляла панцирник Humber LRC. На відміну від панцирника Daimler Dingo, який вважали більш надійним і придатним для бойових дій, він мав третє додаткове сидіння, можливість встановлювати другий ручний кулемет Bren на даху, який управлявся і приводився в дію з кабіни. До 1945 з 4298 замовлених панцирників Humber виготовили 4102 машин (1698 модифікації Mk I). Вони були на озброєнні британських танкових підрозділів як машини розвідки і зв'язку, 2 польського корпусу (англ. Polish II Corps) Війська польського, 1 Чехословацької Бригади Панцирної (англ. 1st Czechoslovak Armoured Brigade)). Після війни частина панцирників розійшлась по країнах Британської імперії, використовувалась поліцією Бельгії до 1958 року. Британські панцирники у 1960-х роках використовували як мішені при танкових стрільбах.

## Модифікації
- Mk I - екіпаж з 3 осіб, 7,92 мм кулемет. 300 машин.
- Mk I AA/ QUAD AA - зенітна машина, у вежі 4×7,92 мм кулемети BESA
- Mk II – модернізована К.П., посилений захист. 440 машин.
- Mk II OP – 2×7,92 мм кулемети BESA
- Mk III – триособова вежа, введено радіотелеграфіста
- Mk IV – 1×37 мм гармата M5 або M6 замість кулемета. Бл. 2000 машин.